# Зенатти, Жюли
Жюли́ Зена́тти (фр. Julie Zenatti, родилась  5 февраля 1981 года) — французская певица, исполнившая роль Флёр-де-Лис, а затем и Эсмеральды во французской постановке всемирно известного мюзикла «Нотр-Дам де Пари». Жюли была  участницей благотворительных концертов Les Enfoirés с 2003 года по 2009 год. 

## Биография
«Музыка, я никогда не мечтала о ней, это было развлечение между площадью Бланш и Пигаль…»
— рассказывает Жюли Зенатти в «Дневнике Жюли З».
В семье Жюли петь — это традиция. Воскресенье вокруг пианино, младшая поет Пиаф, Холлидей, Стрейзанд и Фюгэн вместе с её отцом. У Жюли всегда был красивый голос, и ни для кого в этой семье это не было удивительно. Вплоть до того дня, когда она спела «Mon Dieu» перед настройщиком пианино. Он дал родителям понять, что голос Жюли — невероятный, и сказал ей петь столько, сколько возможно.
Несколько лет спустя коммерческий директор EMI замечает в караоке-клубе во время каникул. Когда ей было 12 лет, она подписала свой первый контракт в 1994, перед тем, как поехать в Лондон для записи двух песен с Ленни Кравитцем. Но незадолго до выхода диска родители поняли, что Жюли не готова к такому напряжению и ежедневным нагрузкам. Она сама просит расторгнуть её контракт.
Спустя год Жюли записывает саундтрек мультфильма для France 3, где её замечает дирекция France Télévisions. Ей предлагают представлять Францию на Евровидении. Жюли 14 лет, и она уже сильная личность. Ей не нравится песня, и она вежливо отклоняет предложение.
1996: присутствует на Francofolies в Ля Рошели, где она открывает мир сцены и она очарована. Там она впервые поняла, что из её хобби стоит сделать профессию. Даниэль Молко — артистический директор фестиваля, а также её сосед. Даниэль ведёт Жюли по её первым шагам в этой профессии со времён случая с Ленни Кравитцем. За кулисами концерта Франсиса Кабреля Жюли была представлена Люку Пламондону, так как Даниэль знает, что он готовит проект Нотр-Дам де Пари.
1997:  Даниэль Молко приходит в студию, где Люк записывает альбом спектакля с Риккардо Коччианте и устраивает там импровизированное прослушивание для Жюли. Она очень волнуется, но все равно прекрасно выступает, причём настолько, что её берут сразу же за несколько месяцев до кастинга по всей Франции. Продюсеры сомневаются, справится ли она с ролью Эсмеральды, которая считается слишком сложной для пятнадцатилетней девочки. Она становится Флёр-де-Лис. В это же время Жюли подписывает контракт с Коламбия и готовит песни за кулисами Нотр-Дама.
1998: участвует в представлении Нотр-Дама в Каннах, но не в промо спектакля, потому что она все ещё учится в лицее. Альбом находит свою публику благодаря песне «Belle», которая потом становится одной из самых продаваемых. Билеты на спектакль раскупаются сразу же. Notre Dame de Paris становится через несколько месяцев первым настоящим французским мюзиклом, который встретил такой исторический успех, как в собственной стране, так и за границей (во Франции: 1,2 миллионов проданных альбомов, 2 миллиона синглов, миллион выступлений). Жюли покидает школу в 17 лет, чтобы полностью посвятить себя этому проекту.
1999: играет своего персонажа Флёр-де-Лис в течение нескольких месяцев в Канаде, потом уступает место Наташе Сен-Пьер, чтобы во Франции выступить в роли Эсмеральды, чередуясь с Элен Сегарой в течение шести месяцев.
2000: Первый альбом «Fragile». Зази, Каложеро, Пасси и Люк Мервиль участвуют в проекте. Сингл «Si je m’en sors», который она написала вместе с Патриком Фьори, становится шлягером (дважды золотой диск). Диск продан 200 000 экземпляров. Жюли открывает концерты Гару, Паскаля Обиспо и Патрика Брюэля.
2002. Успех песни «Si je m’en sors» заставляет Жюли ещё больше погрузиться в создание своего репертуара. Для этого второго альбома Жюли написала тексты и музыку половины песен вместе с Патриком Фьори, но также она поёт Maxime Le Forestier, Жак Ланзманн и Жак Венерузо. «Dans les yeux d’un autre» — это зрелый и элегантный альбом, который создает контраст между пианино, гитарой, голосом и юностью исполнительницы. Первый сингл «La vie fait ce qu’elle veut». Альбом продан 140 000 копиями (золотой диск), что позволяет ей отправиться в первое длительное турне, что провело её от Européen до Trianon в Париже в октябре 2004.
2004. Третий альбом «Comme vous» в стиле поп-рок. Жюли написала три песни. Патрик Фьори, Жан-Жак Гольдман, Аксель Боэр и Лионель Флоренс участвуют в альбоме. «Je voudrais que tu me consoles» — первый сингл с альбома имеет большой успех, как и альбом (200 000 копий — платиновый диск). Следующие синглы «Couvre moi» et «A quoi ça sert» задают ритм турне, во Франции, Бельгии и Швейцарии. В то же время Жюли пишет для других: Шимен Бади, Патрик Фьори, Грегори Лемаршаль.
2007: Четвёртый альбом «La boîte de Pandore». Альбом утверждает желание музыкального «взрыва» в смешении стилей и талантов. Жюли написала большинство текстов и музыку вместе с Акенатоном и MC Solaar. Альбом выходит в середине лета и имеет относительный успех (75 000 копий — золотой диск), но альбом находит свою публику по всей Франции в течение года в спектакле, созданном Жюли (постановка на сцене её же) на тему Цирка.
2008. Октябрь. Ввиду 10-летия Нотр-Дама и при участии Даниэль Молко, Жюли снова встречается с участниками оригинальной труппы за ужином. Спустя несколько дней под впечатлением от этой встречи, Жюли садится за написание «Дневника Жюли З». Она пишет стыдливо и с юмором, но рассказывает в основном о кулисах этого невероятного проекта, как в плане искусства так и человеческих отношений, который изменил их жизни.
2009. После того как Жюли отдала свой «Дневник» редактору, она погружается в подготовку своего пятого альбома, самого амбициозного из всего того, что она пела до этого. Для этого проекта она не писала ни тексты, ни музыку, дав свободу новой команде, которую она выбрала. Сентябрь. Пока она в студии, ей предлагают тренировать в течение трёх месяцев команду молодых артистов, которые попытают своё счастье на W9. X FACTOR — французский вариант самой популярной передачи в Англии. Жюли соглашается и присоединяется к команде, состоящей из Алэна Ланти и Марка Серонна. Каждый понедельник более миллиона зрителей видят эту женщину, профессиональную, взыскательную, сильную, нежную, страстную и вспыльчивую.
2010. «Plus de Diva», её пятый альбом в стиле поп-симфоник выходит весной. Это возвращение к голосу во всей его чистоте и технике. Проект, написанной Фредериком Шато (писал для Наташи Сен-Пьер, Флорена Паньи, Паскаля Обиспо) — проект элегантной изысканности. Песни «L’herbe tendre», написанная под впечатлением от прелюдии № 2 Баха, и «Appelez-moi Maria», написанная в честь Марии Каллас, сочинённая исходя из темы Wally Alfredo Catalani, приближены к другим творениям, больше всего к «Britt», как и к «Entre l’amour et le confort» или «Le Journal de Julie Z» (намёк на недавно вышедшую книгу Жюли). В 2010 году Жюли празднует десять лет сольной карьеры.
2011. Певица возвращается на сцену для нескольких сольных концертов, а также для возвращения на сцену Нотр-Дам де Пари Ле Концерт 16, 17 и 18 декабря в Берси с оригинальной труппой мюзикла.
2012. Жюли готовит свой шестой альбом, который появился в 2013 году.
2014. 9 апреля Жюли выпускает сингл «D’ou je viens» перед её седьмым альбомом, который появился в октябре 2014 года.

### Семья
Встречалась с Патриком Фиори с 2000 по 2008. Помимо любовных отношений у них было творческое сотрудничество.
14 января 2011 года у Жюли родилась дочь по имени Ава от Бенжамина Беллекура. После 7 лет сожительства 13 февраля 2016 года Бенжамин и Жюли официально поженились. 27 сентября 2017 родила сына, которого назвали Элиа.

## Дискография
- 2000: Fragile
- 2002: Dans les yeux d’un autre
- 2004: Comme vous
- 2007: La Boîte de Pandore
- 2010: Plus de Diva
- 2013: Quelque part
- 2014: D’où je viens
- 2015: Blanc

## Синглы
- 2000: Si je m’en sors
- 2000: Why
- 2000: Le couloir de la vie (avec Passi)
- 2001: Fragile
- 2002: La vie fait ce qu’elle veut
- 2003: Dans les yeux d’une autre
- 2004: Je voudrais que tu me consoles
- 2005: Couvre-moi
- 2005: A quoi ça sert
- 2005: Le sort du monde
- 2007: (Tango) Princesse
- 2007: Douce
- 2008: Si Le temps me permettait
- 2009: L’herbe tendre
- 2010: Comme une geisha
- 2011: Venise 2037